# Yoseba Peña
Yoseba Peña Landaburu (Sodupe, Vizcaya, 13 de junio de 1977) es un escritor español que escribe en euskera.
Publicó su primera novela en el año 2012, y desde entonces ha escrito varias obras. Dentro de los eventos de San Sebastián como capital europea de la cultura en 2016, participó en el programa Beste hitzak/Other Words, con una estancia de creación literaria en Irlanda. Desde 2014 participa en la organización del festival literario Literaturia en Zarauz. 

## Obras

### Narración
Literatura para adultos:
- Hodeien adorea (2012, Susa)
- Hariak (2018, Susa)

Literatura infantil y juvenil  (a partir de 7 años):
- Baloiak arboletan (2016, Ibaizabal)

Literatura infantil y juvenil  (a partir de 12 años):
- Kilimanjaroko diamantea (2013, Ibaizabal)
- Xirei (2016, Ibaizabal)

Literatura infantil y juvenil  (a partir de 14 años):
- Kaosaren ederra (2016, Gaumin, L.G.)

## Premios
- Beca de la Idazle Eskola, en la modalidad de poesía (2010): Uberak uretan
- Premio Julene Azpeitia (Zumaya, 2011): Pantera elurretan bezala
- Premio Euskadi de Plata (2019): Hariak